# Marsilea fadeniana
Marsilea fadeniana là một loài dương xỉ trong họ Marsileaceae. Loài này được Launert mô tả khoa học đầu tiên năm 1985.
Danh pháp khoa học của loài này chưa được làm sáng tỏ. 